# Anna Gamburg
Anna Gamburg (* 1988 in Ischewsk, Russland) ist eine deutsche Synchronsprecherin und Moderatorin. Sie leiht Rollen in Kinofilmen, Fernsehserien, Hörspielen, Werbung und Computerspielen ihre Stimme und moderierte von 2014 bis 2016 das wöchentliche Format Russland.direct bei Russland.tv, dem Web-TV der Onlinezeitung Russland.ru. Sie lebt in Berlin.

## Politische Ansichten
Gamburg ist scharfe Kritikerin der Maßnahmen der Bundesregierung gegen die COVID-19-Pandemie in Deutschland und unterstützte während der Pandemie die Proteste gegen Schutzmaßnahmen zur COVID-19-Pandemie in Deutschland auch durch aktive Teilnahme an Demonstrationen. Sie veröffentlichte unter anderem im Juli 2020 einen Aufruf in der neurechten Querdenkerzeitung Demokratischer Widerstand.

## Sprechrollen (Auswahl)

### Spielfilme
- 2013: The ABCs of Death (als Kim)

### TV-Serien
- 2013: Two and a Half Men (als Morgan)
- 2013–2024: Date A Live (als Tohka Yatogami)
- 2014: Clannad (als Yukine Miyazawa)
- 2014: Lalaloopsy (als Pix E Flutters)
- 2014: Super Sonico (als Yumi)
- 2015: Bones – Die Knochenjägerin (als Shawna)
- 2015: Clannad After Story (als Yukine Miyazawa)
- 2015: Degrassi: The Next Generation (als Keke Palmer)
- 2015–2017: Gamer’s Guide to Pretty Much Everything (für Sophie Reynolds als Ashley)
- 2015: Monster High (als Isi Dawndancer)
- 2015: Bianca Zauberkind (als Violet)
- 2016: Kong: König der Affen (als Amy)
- 2017–2025: The Handmaid’s Tale – Der Report der Magd (als Janine/Deswarren)
- 2018: Killing Eve (als Nadia Kadomtseva)
- 2018–2023: Manifest (für Luna Blaise als Olive)
- 2019–2021: Sex Education (als Ola Nyman)
- 2021: Redo of Healer (als Freia)
- 2019–2022: Navy CIS: L.A. (für Medalion Rahimi als Fatima Namazi)
- 2020–2022: Close Enough (für Kimiko Glenn als Bridgette Yoshida)
- 2020–2022: Jurassic World: Neue Abenteuer (als Yasmina 'Yaz' Fadoula)
- 2022–2024: Sonic Prime (als Amy Rose)

### Videospiele
- 2015: Assasin’s Creed Syndicate (als Lucy Thorn)
- 2018: WarioWare Gold (als Penny)
- 2019: Team Sonic Racing (als Amy Rose)
- 2019: Mario & Sonic bei den Olympischen Spielen Tokyo 2020 (als Amy Rose)
- 2021: Final Fantasy XIV: Endwalker (als Meteion)
- 2022: Sonic Frontiers (als Amy Rose)
- 2023: WarioWare: Move It! (als Penny)
- 2024: Sonic X Shadow Generations (als Amy Rose)